# Un prophète des champs
Pour plus de détails, voir Fiche technique et Distribution.
Un prophète des champs (Mezei próféta) est un film dramatique hongrois réalisé par Frigyes Bán et sorti en 1947. Réalisé avec le soutien du Parti national paysan et adapté du roman populiste d'Áron Tamási, il a été tourné dans les studios Hunnia à Budapest.
C'est aussi le film qui lance l'actrice Eva Bartok.

## Fiche technique
- Titre français : Un prophète des champs[2]
- Titre original hongrois : Mezei próféta[3],[4]
- Réalisateur : Frigyes Bán
- Scénario : Frigyes Bán
- Photographie : Árpád Makay (hu)
- Montage : Mihály Morell (hu)
- Musique : Viktor Vaszy
- Sociétés de production : Sarló Film
- Pays de production :  Hongrie
- Langues originales : hongrois
- Format : Noir et blanc - 1,37:1 - Son mono - 35 mm
- Durée : 84 minutes
- Genre : drame
- Dates de sortie :
  - Hongrie : 1947 (non projeté)[2]

## Distribution
- Eva Bartok : Boróka
- Árpád Lehotay (hu) : Butyka Lázár
- Gyula Benkö : Erõss Gábor
- József Bihari : Nikita szomszéd
- László Bánhidi : Le pèlerin
- Sándor Tompa : Le juge
- Ferenc Táray : Oncle Ambrus
- István Lontay
- János Maár
- László Misoga
- József Pataky